# SummerSlam (1988)
SummerSlam 1988 est le premier SummerSlam, pay-per-view de catch de la World Wrestling Federation. Il s'est déroulé le 29 août 1988 au Madison Square Garden situé à New York City, New York.

## Résultats
| #                                                          | Résultats | Stipulations                                           | Durée |
| ---------------------------------------------------------- | --- | ------------------------------------------------------ | ----- |
| 1                                                          | The British Bulldog (Davey Boy Smith et Dynamite Kid) ont combattu The Fabulous Rougeaus (Jacque et Raymond) pour un match nul.                                                                           | Match simple avec limites de temps (20:00)             | 20:00 |
| 2                                                          | Bad News Brown bat Ken Patera | Match simple                                           | 06:33 |
| 3                                                          | Rick Rude bat The Junkyard Dog par disqualification | Match simple                                           | 06:18 |
| 4                                                          | The Powers of Pain (The Barbarian et The Warlord) (avec The Baron) battent The Bolsheviks (Boris Zhukov et Nikolai Volkoff) (avec Slick)                                                                  | Tag team match                                         | 05:27 |
| 5                                                          | The Ultimate Warrior bat The Honky Tonk Man (c) (avec Jimmy Hart) | Match simple pour le WWF Intercontinental Championship | 00:31 |
| 6                                                          | Dino Bravo (avec Frenchy Martin) bat Don Muraco | Match simple                                           | 05:28 |
| 7                                                          | Demolition (c) (Ax et Smash) (avec Mr Fuji et Jimmy Hart) battent The Hart Foundation (Bret Hart et Jim Neidhart)                                                                                         | Tag team match pour le WWF Tag Team Championship       | 10:49 |
| 8                                                          | The Big Boss Man (avec Slick) bat Koko B. Ware | Match simple                                           | 05:57 |
| 9                                                          | Jake Roberts bat Hercules | Match simple                                           | 10:06 |
| 10                                                         | The Mega Powers (Hulk Hogan et Randy Savage) (avec Miss Elizabeth) battent The Mega Bucks (Ted DiBiase et André the Giant) (avec Bobby Heenan et Virgil) (avec Jesse Ventura en tant qu'arbitre spécial). | Tag team match                                         | 14:43 |
| (c) désigne le champion défendant son titre dans le match. | |                                                        |       |

Brother Love Show avait pour invité Jim Duggan